# Garrya laurifolia
Garrya laurifolia är en garryaväxtart som beskrevs av George Bentham. Garrya laurifolia ingår i släktet Garrya och familjen garryaväxter.

## Underarter
Arten delas in i följande underarter:
- G. l. laurifolia
- G. l. macrophylla
- G. l. quichensis
- G. l. racemosa